# 히라노 아유무
히라노 아유무(일본어: 平野 歩夢, 1998년 11월 29일~)는 일본의 스노보드, 스케이트보드 선수이다. 2014년과 2018년 동계 올림픽에 연속으로 스노보드 하프파이프 은메달을 획득했으며, 2022년 동계 올림픽에서 하프파이프 금메달을 획득하며 아시아 최초의 올림픽 스노보드 금메달리스트가 되었다. 
또한 2013년 동계 엑스게임 스노보드 슈퍼파이프 종목에서 은메달 획득하여 역대 최연소 엑스게임 메달리스트가 되었다. 이후

## 기록

### 올림픽
올림픽에서 통산 금메달 1개, 은메달 2개를 획득하였다.
| 대회               | 날짜     | 장소          | 종목       | 결과 | 메달 |
| ------------------ | -------- | ------------- | ---------- | ---- | ---- |
| 2014년 동계 올림픽 | 2월 11일 | 러시아 소치   | 하프파이프 | 2위  |      |
| 2018년 동계 올림픽 | 2월 14일 | 대한민국 평창 | 하프파이프 | 2위  |      |